# 刺苦草
刺苦草（学名：Vallisneria spinulosa）为水鳖科苦草属下的一个种。

## 扩展阅读
維基物種上的相關：刺苦草